# Dallon Weekes
Dallon James Weekes (Verona, Missouri, 4 de maio de 1981) é um cantor, compositor e músico americano. Ele é conhecido por ter integrado a banda Panic! at the Disco entre 2009 e 2017 como baixista, tecladista, vocalista de apoio e compositor. Ele também foi o vocalista principal e multi-instrumentista da banda The Brobecks, que acabou se tornando seu projeto solo. Atualmente, Weekes é o baixista e vocalista da banda I Don't Know How But They Found Me, na qual ele faz dupla com o baterista Ryan Seaman.

## Juventude
Dallon nasceu na pequena cidade de Verona, Missouri, próximo a uma grande comunidade Amish. Ele é o segundo de quatro filhos de uma família mórmon, e foi criado em Clearfield, Utah, para onde seus pais se mudaram logo após seu nascimento. Ele foi educado na Clearfield High School, onde conheceu alguns dos integrantes originais do The Brobecks. Após se formar em 1999, Weekes trabalhou como missionário mórmon em Oklahoma por dois anos. Ao voltar para casa, frequentou por pouco tempo a Weber State University, antes de deixá-la para se dedicar inteiramente à música.

## Carreira musical

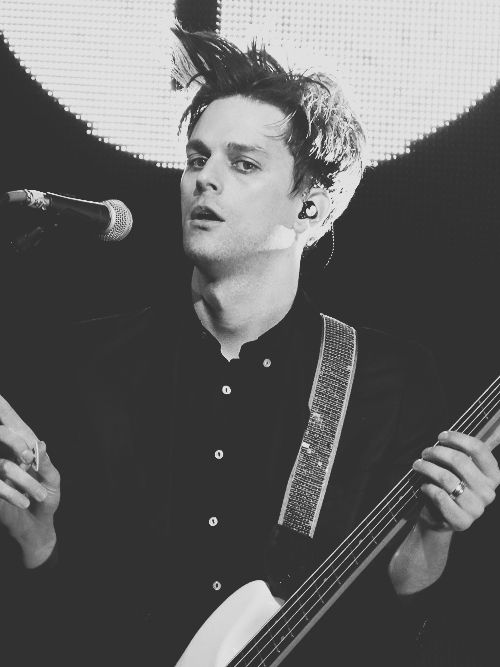
Bassist, Dallon weekes performing with Panic! at the Disco on the 'Save Rock and Roll Tour' in 2014

### The Brobecks (2002-2013)
A banda começou como um hobby para Weekes quando ele retornou ao Utah, após os dois anos como missionário. O nome da banda foi inspirado em sua época na escola. Segundo Dallon, toda manhã um aluno com sobrenome "Brobeck" era chamado à diretoria, mas nenhum de seus conhecidos sabia quem era esse aluno. Ele escolheu esse nome para a banda pois ele gostava da ideia de ser um anônimo pertencente a uma multidão, mas desconhecido por todos. Os membros originais eram Dallon, o fotógrafo Matt Glass e outro amigo deles do ensino médio. Após alguns anos gravando demos no porão, fazendo turnês e mudando a formação da banda, eles receberam uma proposta de contrato da gravadora Drive-Thru Records, e Weekes recebeu propostas solo da Sony BMG, da Interscope Records e de outra gravadora independente. Como ele deveria terminar com a banda, ele as recusou.
Pouco tempo depois, em 2008, o Brobecks recebeu o prêmio de Banda de Indie Pop do Ano de um jornal local de Salt Lake City.  Nesse mesmo ano, o single "Second Boys Will Be First Choice" foi adicionado às execuções diárias da rádio X96 de Salt Lake City. Após dois dias, a canção chegou ao primeiro lugar, onde ficou por 13 dias consecutivos. Ela ainda ficou no top 10 diário por mais algumas semanas, atingindo o primeiro lugar diversas outras vezes. O single foi colocado em execução também em diversas lojas da PacSun em todo o país.
Em maio de 2009, o álbum Violent Things foi lançado no iTunes e com um número limitado de cópias físicas. Ele foi produzido por Casey Crescenzo, do The Dear Hunter e conta com o guitarrista Darren Robinson, do Phantom Planet. O baterista Drew Davidson, que frequentemente tocava com o Brobecks, foi convidado para a gravação. As músicas "Love at First Sight" e "Second Boys Will Be First Choice" chegaram novamente ao top 10 da rádio X96 e "Second Boys" ficou por diversas semanas no primeiro lugar. "Love at First Sight" também foi tocada na rádio Delta Airlines. O Brobecks abriu o show de diversas bandas como Fall Out Boy, Phantom Planet, Ben Kweller e The Bravery. Apesar de todas as gravadoras interessadas na banda, eles continuaram independentes.
Em 2012, Weekes lançou o Quiet Title EP, que foi disponibilizado para download na bandcamp do Brobecks. Também foi adicionado ao site uma edição especial da cópia física de Violent Things. O Quiet Title EP possui duas canções, "Anyone I Know" e "Cluster Hug", com Ian Crawford na guitarra. As duas faixas foram gravadas e editadas com a ajuda do baterista original da banda, Matt Glass. Em novembro do mesmo ano, Weekes disse durante uma entrevista na rádio X96 que as músicas foram escritas durante o processo de criação do álbum Too Weird to Live, Too Rare to Die!, do Panic at the Disco, mas não foram incluídas por não se encaixarem.

### Panic! at the Disco (2009-2017)
Após a saída de Ryan Ross e Jon Walker do Panic! em 2009, Dallon e Ian Crawford foram contratados para substituí-los temporariamente, servindo de membros de apoio para a turnê do disco Pretty. Odd. (2008). Em meados de 2010, enquanto a banda tocava na China, ele pediu a Brendon Urie e Spencer Smith para se tornar membro permanente. Isso ficou oculto dos fãs até 2012, quando ele confirmou via Twitter que havia sido oficializado na banda.
Durante seu período como membro oficial, ele foi responsável pelo conceito da capa do disco Vices & Virtues (2011), na qual ele aparece mascarado e escondido ao fundo, atrás de Brendon e Spencer. Ele recebeu os créditos por nove das onze músicas do disco Too Weird to Live, Too Rare to Die! (2013), além de ter composto sozinho a faixa bônus "All The Boys". Weekes foi eleito Melhor Baixista em 2015 pela Alternative Press Music Awards. Durante a divulgação de Death of a Bachelor (2016), houve rumores de que Dallon tinha novamente se tornado membro de turnê. Em outubro de 2015, ele confirmou pelo twitter que "não estava contribuindo criativamente" na banda. Em 27 de dezembro de 2017, ele anunciou no Instagram que estava oficialmente deixando o Panic!.

### Outros projetos musicais
Em setembro de 2010, Weekes disponibilizou para download uma versão sua de "Skid Row", originalmente da peça Little Shop of Horrors. A faixa contava com a participação Brendon Urie, Matt Glass e Ian Crawford.
Em novembro de 2014, o Brobecks lançou uma canção de Natal chamada "Sickly Sweet Holidays". A faixa contava com Dallon, o baterista Ryan Seaman, do Falling in Reverse, e o vocalista Tyler Joseph, do twenty one pilots. Em outubro do ano seguinte, Dallon iniciou uma série de covers chamada "TWOMINCVRS" (Covers de dois minutos, em tradução livre), onde ele lançou versões de dois minutos de músicas pouco conhecidas por meio do seu canal no YouTube.
Em 25 de dezembro de 2016, foi lançado o segundo single de Natal, chamado "Please Don't Jump (It's Christmas)", novamente com Ryan Seaman na bateria. Os dois formaram a banda I Don't Know How But They Found Me, que foi lançada de modo escondido no aniversário de dois anos da Emo Nite, no clube The Echo.

## Vida pessoal
Em 18 de março de 2006, Dallon se casou com sua namorada Breezy Douglas Weekes. Eles possuem dois filhos: Amelie Olivia Weekes, nascida em 1° de junho de 2008 (seu nome foi inspirado no filme Le fabuleux destin d'Amélie Poulain); e Knox Oliver Weekes, nascido em 23 de junho de 2010 (seu nome foi inspirado em um personagem do filme Dead Poets Society). Eles residem no sul da Califórnia. Dallon é um membro da Igreja de Jesus Cristo dos Santos dos Últimos Dias.

## Discografia

### The Brobecks
- Understanding the Brobecks (2003)
- Happiest Nuclear Winter (2004)
- The Brobecks EP (2005)
- Goodnight and Have a Pleasant Tomorrow (2006)
- Small Cuts EP (2007)
- I Will, Tonight EP (2008)
- Violent Things (2009)
- Your Mother Should Know EP #1 (2010)
- Quiet Title EP (2012)

### Panic! at the Disco
- Vices & Virtues (2011) (arte da capa)
- iTunes Live (2011)
- Too Weird to Live, Too Rare to Die! (2013)
- Nicotine EP (2014)
- All My Friends We're Glorious: Death of a Bachelor Tour Live (2017)

### Solo
- "Skid Row (Downtown)" (com Brendon Urie e Ian Crawford) (2010)
- "Sickly Sweet Holidays" (com Tyler Joseph) (2014)
- "Iggy Pop" (cover da banda Hot IQ) (2015)
- "Teenage FBI" (cover da banda Guided by Voices) (2015)
- "Mean Ol' Moon" (cover de Seth MacFarlane) (2016)
- "Please Don't Jump (It's Christmas) (2016)

### I Don't Know How But They Found Me
- "Modern Day Cain" (2017)
- "Choke" (2017)
- "Nobody Likes The Opening Band" (2018)
- "Do It All The Time" (2018)
- "Bleed Magic" (2018)
- "1981 Extended Play" (2018)
- "Choke (Acoustic)" (2019)
- "Razzmatazz" (2020)
- "Leave me Alone" (2020)